# Counterfeit e.p.
Counterfeit e.p. – minialbum Martina L. Gore'a, wydany 12 czerwca 1989 roku. Zawiera covery utworów innych artystów.

## Lista utworów
1. "Compulsion" – 5:26 (Joe Crow)
2. "In a Manner of Speaking" – 4:19 (Tuxedomoon)
3. "Smile in the Crowd" – 5:02 (The Durutti Column)
4. "Gone" – 3:28 (The Comsat Angels)
5. "Never Turn Your Back on Mother Earth" – 3:02 (Sparks)
6. "Motherless Child" – 2:48 (melodia tradycyjna)